# Retrato de hombre con bodegón en el reverso

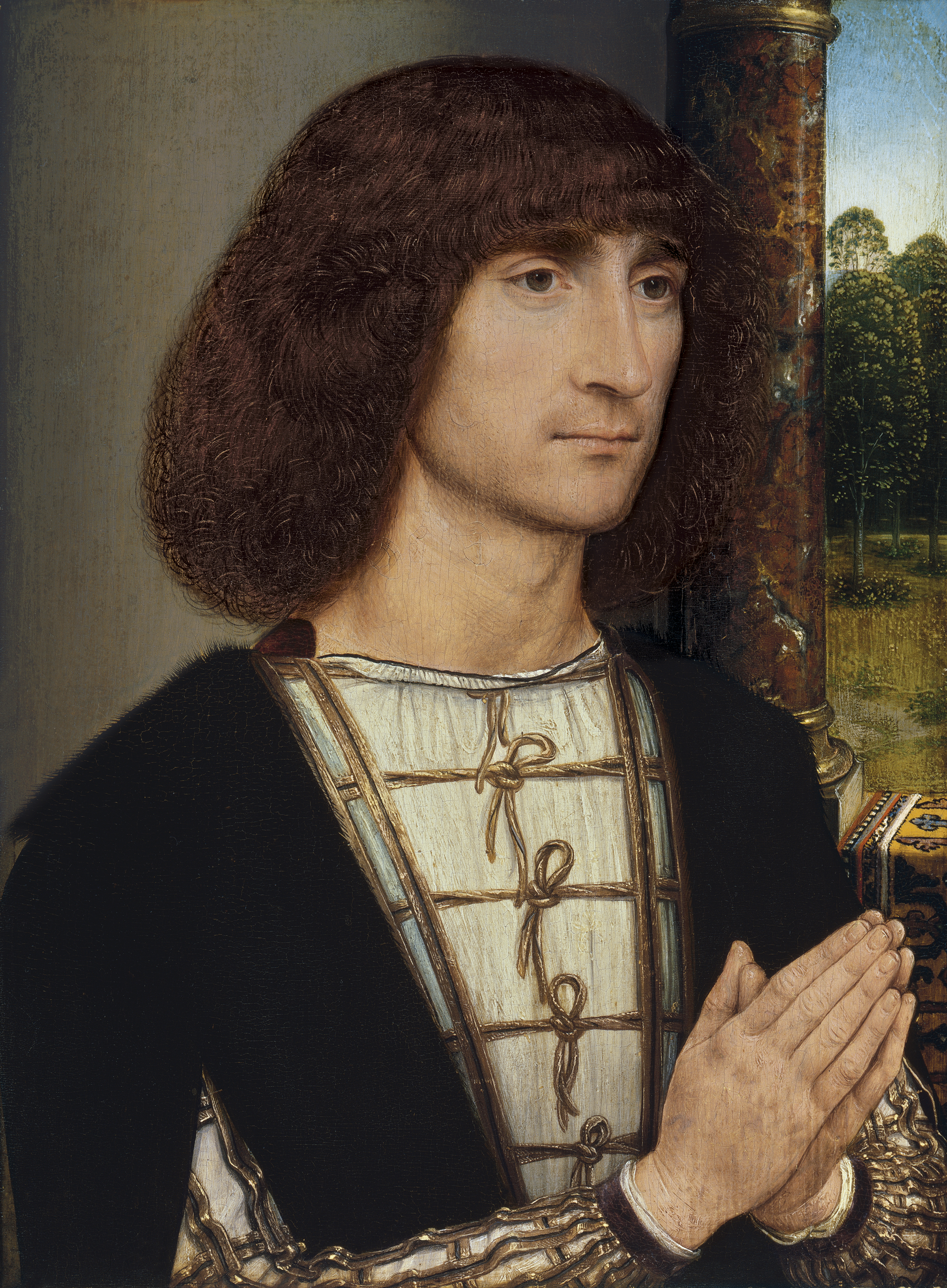
Retrato de un hombre joven.

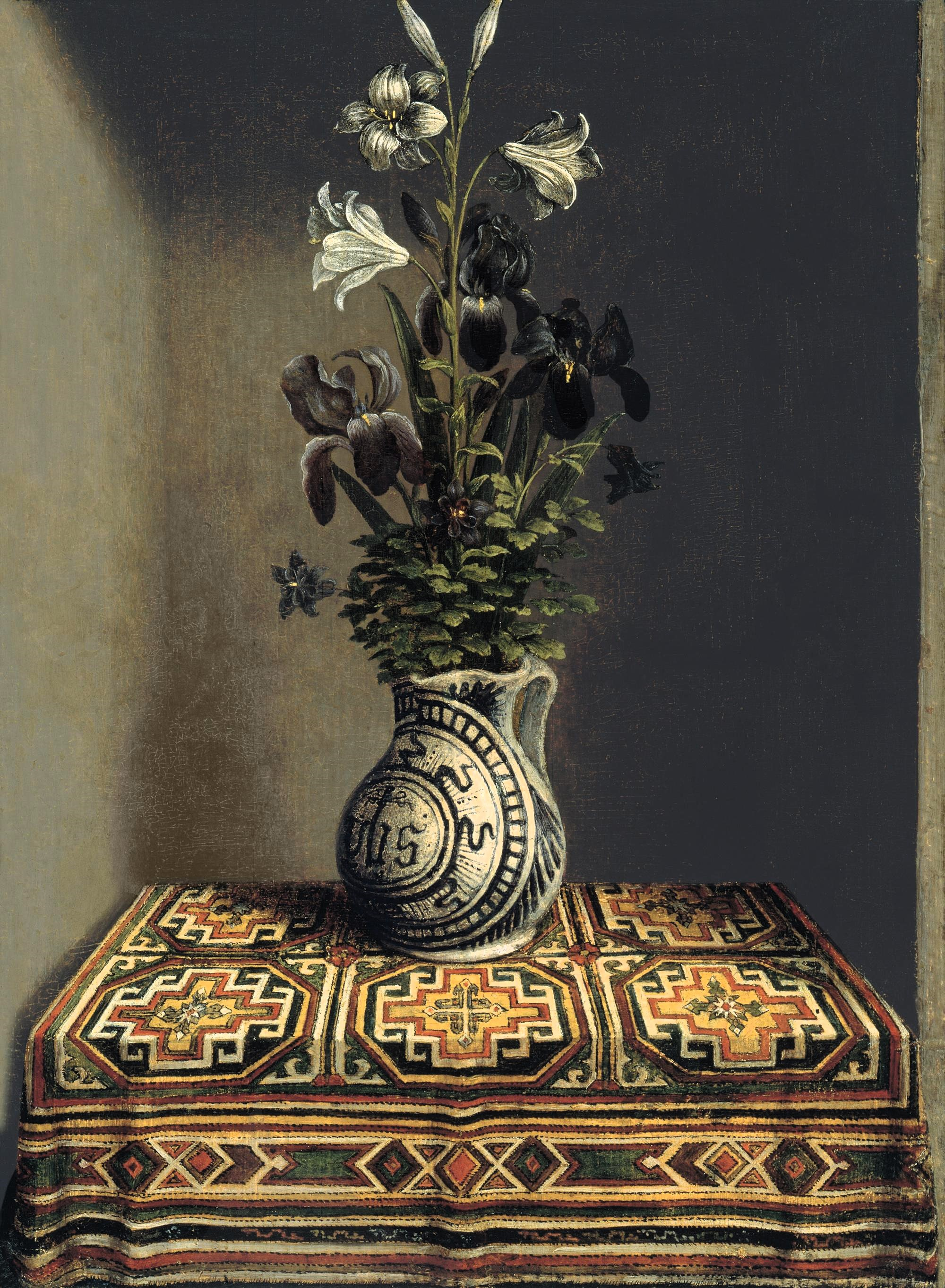
Jarrón con flores, reverso del panel.

Retrato de un hombre con bodegón en el reverso es un óleo sobre tabla pintado por el artista primitivo flamenco Hans Memling, hacia 1485. Se trata del panel izquierdo y único superviviente de un tríptico devocional separado posteriormente, en cuya perdida tabla central figuraría una Virgen con el Niño y en el perdido panel derecho la esposa del comitente en similar actitud orante.
El retratado no ha podido ser identificado, aunque probablemente se trate de un comitente italiano debido a sus rasgos faciales, ropas y peinado que luce. El florero pintado en el reverso decoraría el panel por el exterior, mientras el otro con la esposa mostraría otra naturaleza muerta o el emblema de la pareja. Esta pintura es uno de los primeros bodegones aislados que se conocen en la historia de la pintura, a pesar de su simbolismo: los lirios aluden a la pureza de la Virgen y el jarrón tiene el monograma de Cristo. El jarrón, una cerámica de Manises, se encuentra sobre una mesa cubierta con un tipo de alfombra que aparece a menudo en las composiciones del artista, siendo denominada por ello "alfombra Memling", artículo de lujo, procedente de Armenia. Otra puede verse detrás del retratado, colgando de la balaustrada abierta a un bosque.
Max J. Friedländer consideró este retrato uno de los más hermosos del artista.